# Рашайда
Рашайда (рашаїда, рашаайда, араб. بني رشيد, араб. الرشايدة) — арабомовний народ, який проживає переважно в Еритреї та північно-східному Судані. Розмовляють на хеджазькому діалекті арабської мови (невелика частина знає тігре), пов'язані із бедуїнським населенням Саудівської Аравії.
Рашайда мігрували із Аравії до Еритреї та Судану в 1846 році внаслідок міжетнічних конфліктів у себе на батьківщині. Нині рашайда залишаються останнім переважно кочовим народом Еритреї. Переважна більшість представників етносу належить до суннітської гілки ісламу, лише невелика частка є християнськими прихожанами. «Рашайда» означає біженець. Переважна більшість — неписьменна. Займаються рашайда розведенням кіз та овець, мають прибутки від збуту ювелірних прикрас.